# Leonildes Santos
Leonildes Santos (22 de marzo de 1974) es una deportista brasileña que compitió en taekwondo. Ganó una medalla en el Campeonato Mundial de Taekwondo de 1995, y dos medallas en el Campeonato Panamericano de Taekwondo en los años 1994 y 1996.

## Palmarés internacional
| Campeonato Mundial      | Campeonato Mundial   | Campeonato Mundial | Campeonato Mundial |
| Año                     | Lugar                | Medalla            | Categoría          |
| ----------------------- | -------------------- | ------------------ | ------------------ |
| 1995                    | Manila (Filipinas)   | Medalla de plata   | –55 kg             |
| Campeonato Panamericano |                      |                    |                    |
| Año                     | Lugar                | Medalla            | Categoría          |
| 1994                    | Heredia (Costa Rica) | Medalla de bronce  | –51 kg             |
| 1996                    | La Habana (Cuba)     | Medalla de oro     | –55 kg             |